# 戸田氏綏
戸田 氏綏（とだ うじやす）は、美濃大垣新田藩（三河畑村藩）の第7代藩主。大垣藩戸田家分家7代。
美濃大垣藩の第7代藩主・戸田氏教の四男として生まれる。文政7年（1824年）11月14日、大垣新田藩の第6代藩主・戸田氏宥の養子となる。同年10月1日、将軍徳川家斉に拝謁する。文政9年（1826年）6月21日、氏宥の隠居により家督を継いだ。同年12月16日、従五位下、淡路守に叙位・任官される。
天保7年（1836年）11月20日、大番頭に就任する。天保13年7月25日、奏者番に就任する。安政2年（1855年）2月27日、奏者番を辞職する。
安政2年（1855年）3月27日、51歳で死去した。家督は養子の氏良が継いだ。

## 系譜
父母
- 戸田氏教（実父）
- 戸田氏宥（養父）

正室
- 柳沢保光の娘

養子
- 戸田氏良 - 戸田氏正の次男